# Ofeminin

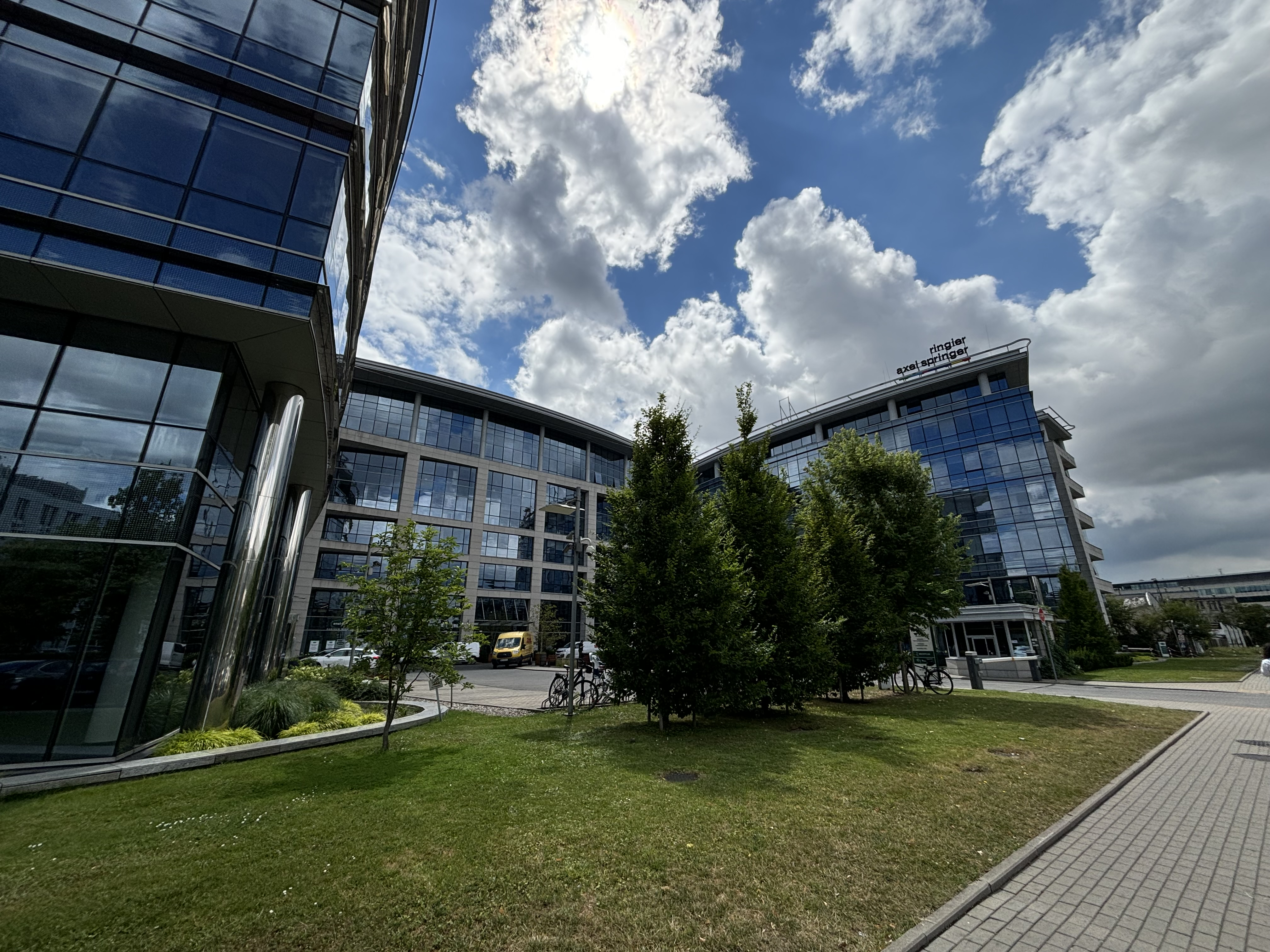
Siedziba Ofeminin znajduje się w budynku Ringier Axel Springer Polska przy ulicy Domaniewskiej 49 w Warszawie

Ofeminin – polski serwis internetowy skierowany do kobiet, uruchomiony w 2009 roku. Portal koncentruje się na tematach związanych z życiem kobiet, obejmujących m.in. zdrowie, modę, urodę, relacje, rozwój osobisty i zawodowy. Serwis podejmuje również inicjatywy na rzecz równości płci oraz budowania kobiecej wspólnoty.  
Od kwietnia 2023 roku po połączeniu redakcji Onet Lifestyle, Onet Kultura i Ofeminin, redaktorką naczelną serwisów lifestylowych Onetu jest Dominika Olszyna-Kniaź. Wcześniej funkcję redaktorki naczelnej serwisu pełniła Martyna Wyrzykowska.   
Właścicielem serwisu Ofeminin jest Grupa Ringier Axel Springer Polska.  

## Sekcje tematyczne serwisu
Serwis Ofeminin jest podzielony na kilka sekcji tematycznych, które odpowiadają na różnorodne zainteresowania kobiet. Główne obszary tematyczne serwisu to:
- Body & Spirit: Sekcja ta koncentruje się na tematach związanych z ciałem, formą i urodą, a także zdrowiem psychicznym. Obejmuje m.in. porady dotyczące pielęgnacji skóry i makijażu[9].

- Equality: Ta sekcja poświęcona jest równouprawnieniu kobiet w różnych aspektach życia, takich jak związki, praca, sfera intymna oraz medycyna. Porusza ważne tematy społeczne i promuje równość płciową[9].

- Motherhood: Sekcja ta zajmuje się tematami związanymi z macierzyństwem, zarówno tymi dotyczącymi matek, jak i sposobami na dochodzenie do macierzyństwa. Obejmuje artykuły na temat wychowania dzieci i zdrowia kobiet w ciąży[9].

- Choices: Ta sekcja poświęcona jest rekomendacjom produktów i nowinek kobiecych. Powstała na podstawie obserwacji zachowań użytkowniczek Klubu Ekspertek, który jest platformą integrującą się z Instagramem i TikTokiem[9][5].

## Statystyki serwisu
W grudniu 2018 roku - Ofeminin odwiedziło 1,98 mln użytkowników, generując 5,4 mln odsłon. W 2019 roku portal zajął pierwsze miejsce wśród wertykalnych serwisów internetowych (ang. Vertical Network) skierowanych do kobiet w Polsce.    
Według danych z sierpnia 2019 roku serwis osiągnął 2,9 mln realnych użytkowników. W sierpniu 2020 roku liczba realnych użytkowników wzrosła do 4,2 mln miesięcznie, co pozwoliło portalowi wyprzedzić inne serwisy kobiece, takie jak Polki.pl i Wizaz.pl.    
Zgodnie z badaniem Gemius Mediapanel za grudzień 2024 roku, Ofeminin odwiedzało 2,98 mln realnych użytkowników miesięcznie, a liczba realnych użytkowników wynosiła około 550 tys. dziennie. W tym samym badaniu 53% użytkowników oceniło serwis jako unikalny.   

## Nagrody

### 2022
- Brązowe Effie Awards za kampanię społeczną "#nieczekam07lat"[11]

## Partnerstwa
- Długoletnie partnerstwo przy projekcie społecznym "#nieczekam107lat" United Nation Global[12][13].

## Kluczowe produkty

### Klub Ekspertek
Klub Ekspertek to platforma społecznościowa, integrująca się z Instagramem i TikTokiem.  Jej głównym celem jest organizowanie testów konsumenckich, w których uczestniczą zarejestrowane użytkowniczki. Uczestniczki biorą udział w ocenie produktów i rekomendują te, które ich zdaniem zasługują na wyróżnienie w plebiscycie "The Best Product of the Year". 

### Wydarzenia i kampanie

#### "W naszej bajce dziewczyny trzymają się razem"
W ramach nowej odsłony serwisu Ofeminin uruchomiono kampanię wizerunkową pod hasłem „W naszej bajce dziewczyny trzymają się razem”. Jej bohaterkami były współczesne interpretacje postaci z bajek, takich jak Kopciuszek, Roszpunka i Królewna Śnieżka, które wspólnie stawiały czoła wyzwaniom zamiast rywalizować ze sobą. Kampania była realizowana w Internecie (w tym w mediach społecznościowych), prasie oraz radiu.

#### "The Best Product of the Year"
"The Best Product of the Year" to nagroda przyznawana przez Klub Ekspertek Ofeminin. W plebiscycie wyróżniane są najlepsze produkty dostępne na polskim rynku, które zostały przetestowane przez użytkowniczki platformy.

#### "#nieczekam107lat"
Kampania "#nieczekam107lat" została zainicjowana w celu zwrócenia uwagi na nierówności między kobietami a mężczyznami w życiu prywatnym i zawodowym. Akcja została zainicjonowana w kwietniu 2021 roku jako reakcja na dane zawarte w raporcie Global Gender Gap 2020. Zgodnie z danymi zawartymi w tym raporcie, kobiety w Europie Środkowo-Wschodniej osiągną pełne równouprawnienie pod względem statusu ekonomicznego, prawnego i społecznego dopiero w 2128 roku. 

#### Ofeminin Influence Awards
Ofeminin Influence Awards to plebiscyt organizowany przez Ofeminin, którego celem jest wyróżnienie influencerek angażujących się w działania na rzecz edukacji, inspiracji oraz wzmacniania pozycji kobiet w przestrzeni publicznej. Nagrody są przyznawane w kilku kategoriach, takich jak Beauty Section, Body Section, Success oraz Power Voice. Główna nagroda obejmuje wsparcie finansowe dla wybranej przez zwyciężczynię organizacji lub inicjatywy działającej na rzecz poprawy sytuacji kobiet.

### Produkty

#### Baza Ekspertek #nieczekam107lat
Baza Ekspertek #nieczekam107lat to inicjatywa będąca kontynuacją kampanii "#nieczekam107lat", mająca na celu zwiększenie obecności kobiet w debacie publicznej. Produkt zapewnia bezpłatny dostęp zarówno dla kobiet ekspertek, jak i dla firm oraz mediów poszukujących specjalistek do wypowiedzi publicznych. Baza Ekspertek stanowi narzędzie wspierające równouprawnienie kobiet i mężczyzn w polskich mediach, umożliwiając ekspertkom tworzenie własnych profili oraz prezentowanie swoich kompetencji w określonych dziedzinach, takich jak ekonomia, finanse, budownictwo, rolnictwo czy motoryzacja. Użytkowniczki mogą również określić preferowane formy wystąpień publicznych, w tym wywiady, wystąpienia na konferencjach czy udział w programach telewizyjnych. 

## Historia

### 2023
- Nową redaktorką naczelną serwisów lifestylowych Onetu zostaje Dominika Olszyna-Kniaź[6].

- Ofeminin zostaje połączony wraz z serwisami: Onet Lifestyle i Onet Kultura[6].

### 2022
- Uruchomiona została Baza Ekspertek, która jest kontynuacją kampanii "#nieczekam107lat"[22].

### 2021
- Wystartowała kampania "#nieczekam107lat" uświadamiającą nierówności w życiu prywatnym i zawodowym[23].

### 2019
- Serwis Ofeminin został uruchomiony w nowej odsłonie. Na stronie uruchomiono między innymi platformę e-commerce o nazwie Klub Shoppingowy. Ofeminin otrzymał nową oprawę graficzną oraz system identyfikacji wizualnej, opracowane przez Design Studio należące do Ringier Axel Springer Polska[8].

- Redaktorką naczelną zostaje Martyna Wyrzykowska[7].